# Croix de Bewcastle
La croix de Bewcastle est une haute croix typique de l'art insulaire, érigée par les Anglo-Saxons dans le cimetière de l’église Saint-Cuthbert de Bewcastle, village aujourd’hui britannique situé non loin de Carlisle, dans le comté de Cumbria en Angleterre. Elle date probablement du VIIe ou du début du VIIIe siècle, et présente des bas-reliefs et des inscriptions en alphabet runique. La tête de la croix manque ; elle mesure en l’état 4,4 mètres de haut, pour une section de 56 cm × 54 cm à la base.

## Historique
La croix est similaire sur beaucoup de points à la croix de Ruthwell, bien que les inscriptions soient plus simples et semblent avoir une fonction mémoriale. Elles sont à elles deux les monuments anglo-saxons les plus élaborés conservés, et sont souvent étudiées ensemble.
La datation des deux est controversée. Éamonn Ó Carragaáin écrit en 2007 que « même s’il y a encore de vives discussions à propos de la datation de ces monuments, il y a un consensus de plus en plus important en faveur de la première moitié du VIIIe siècle : c’est alors l’« âge de Bède » (mort en 735) ou la génération après sa mort. »
La croix est peut-être le travail d’une équipe de maçons et sculpteurs amenés par Benoît Biscop — futur saint — en l’an 670 pour élargir l’abbaye de Monkwearmouth-Jarrow, à cette époque l’un des principaux centres de culture du royaume de Northumbrie.

## Motifs et figures
Les quatre côtés de la croix sont sculptés. La face ouest présente les trois seules scènes, ainsi que la plus longue inscription runique ; celle à l’opposé présente uniquement des enroulements de vigne autour de figures animales. Les deux autres faces sont divisées entre entrelacs de vignes, des nœuds géométrisés, etc. parfois séparés d’inscriptions runiques.
La plus grande scène est un Christ marchant sur les bêtes ; elle est située sous une représentation de Jean le Baptiste. Tout en bas de la face ouest, sous la plus grande inscription runique, se trouve représenté un fauconnier, figure controversée ; c’est peut-être l’apôtre Jean avec son aigle dans une représentation inhabituelle, peut-être issu d’une mauvaise compréhension d’une figure syrienne de Jean avec une lampe à huile.[source insuffisante]
La face sud possède également le plus ancien cadran canonial britannique conservé ; il indique les quatre divisions de la journée de travail (du lever au coucher du Soleil) à l’époque médiévale.

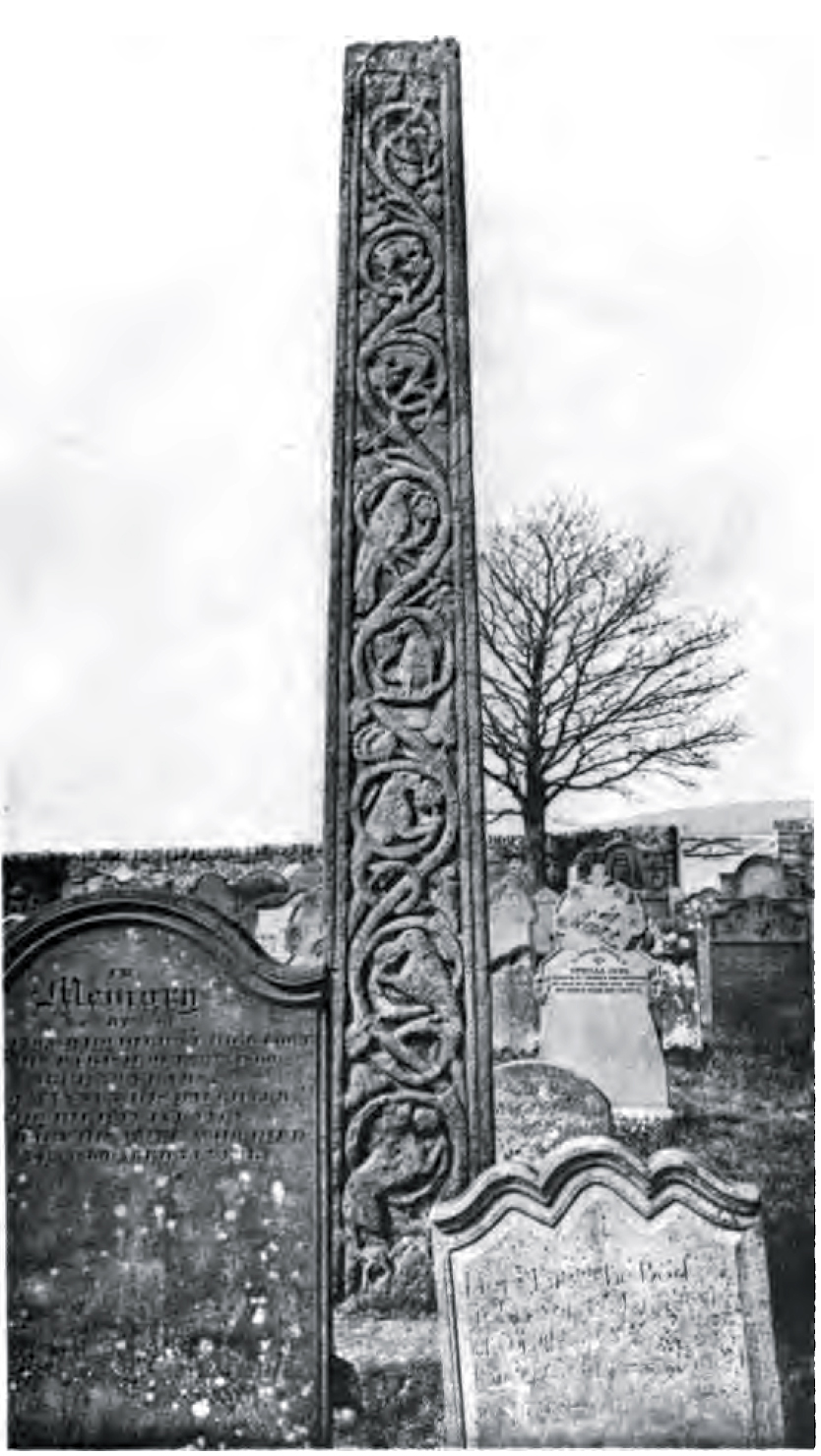
Photographie de la face est
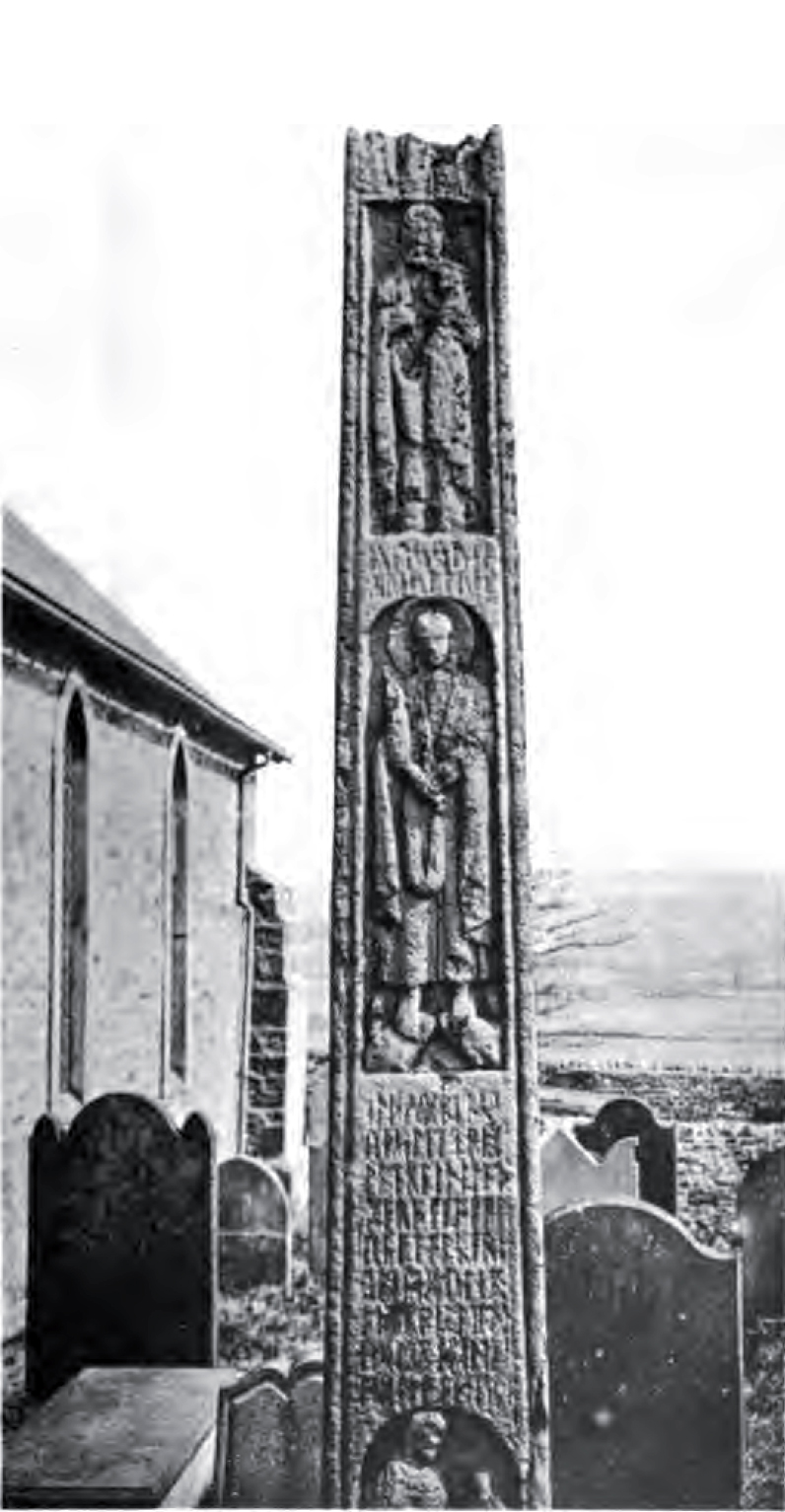
Figures du haut de la face ouest
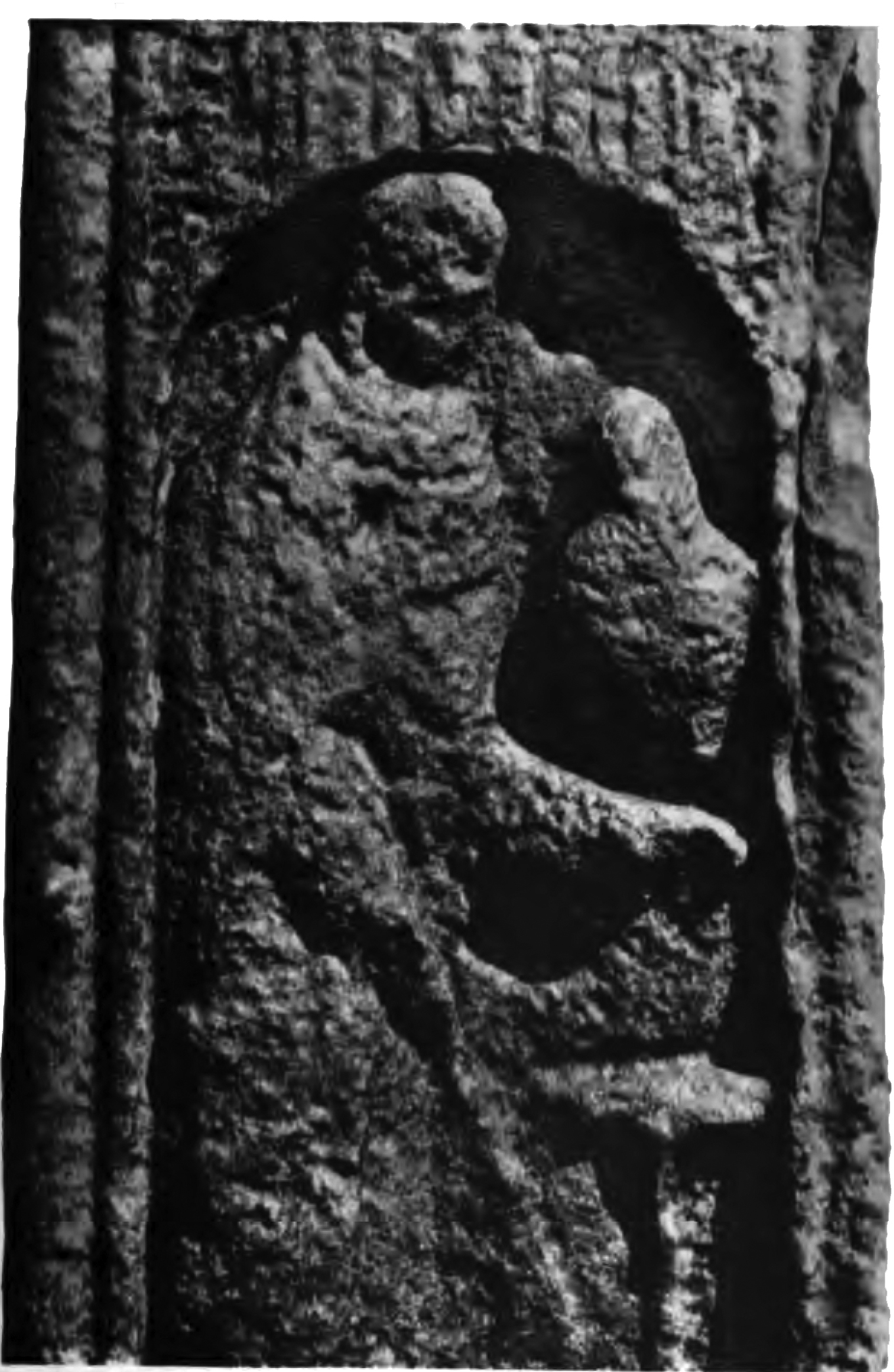
Le Fauconnier, bas de la face ouest
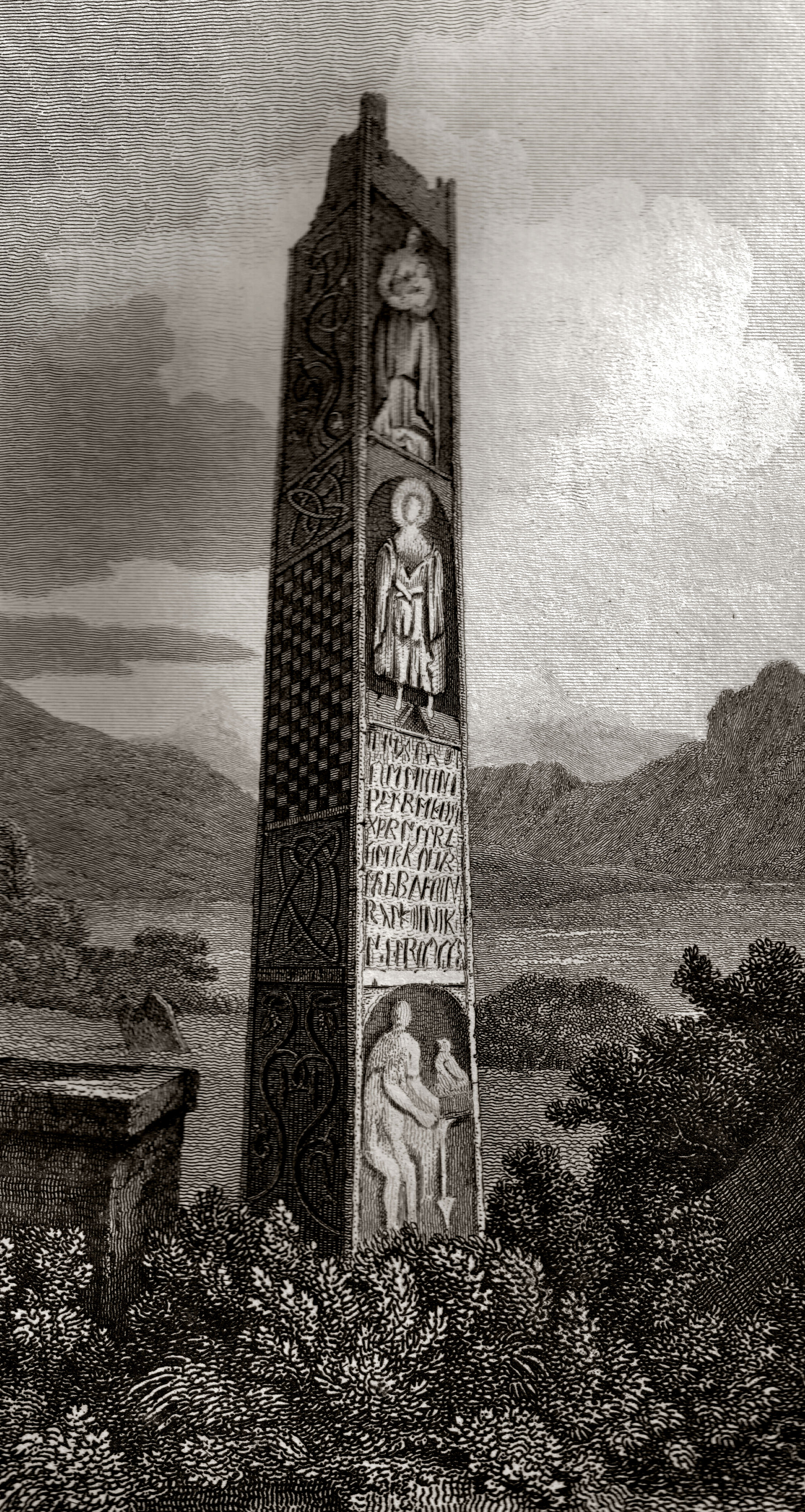
Croquis en vue nord-ouest

## Inscriptions runiques
On trouve dans l’inscription le nom « Cyneburh »[réf. nécessaire]. C’était un nom assez commun à l’époque, porté entre autres par la femme d’Alhfrith de Deira (†~664), roi de Northumbrie.

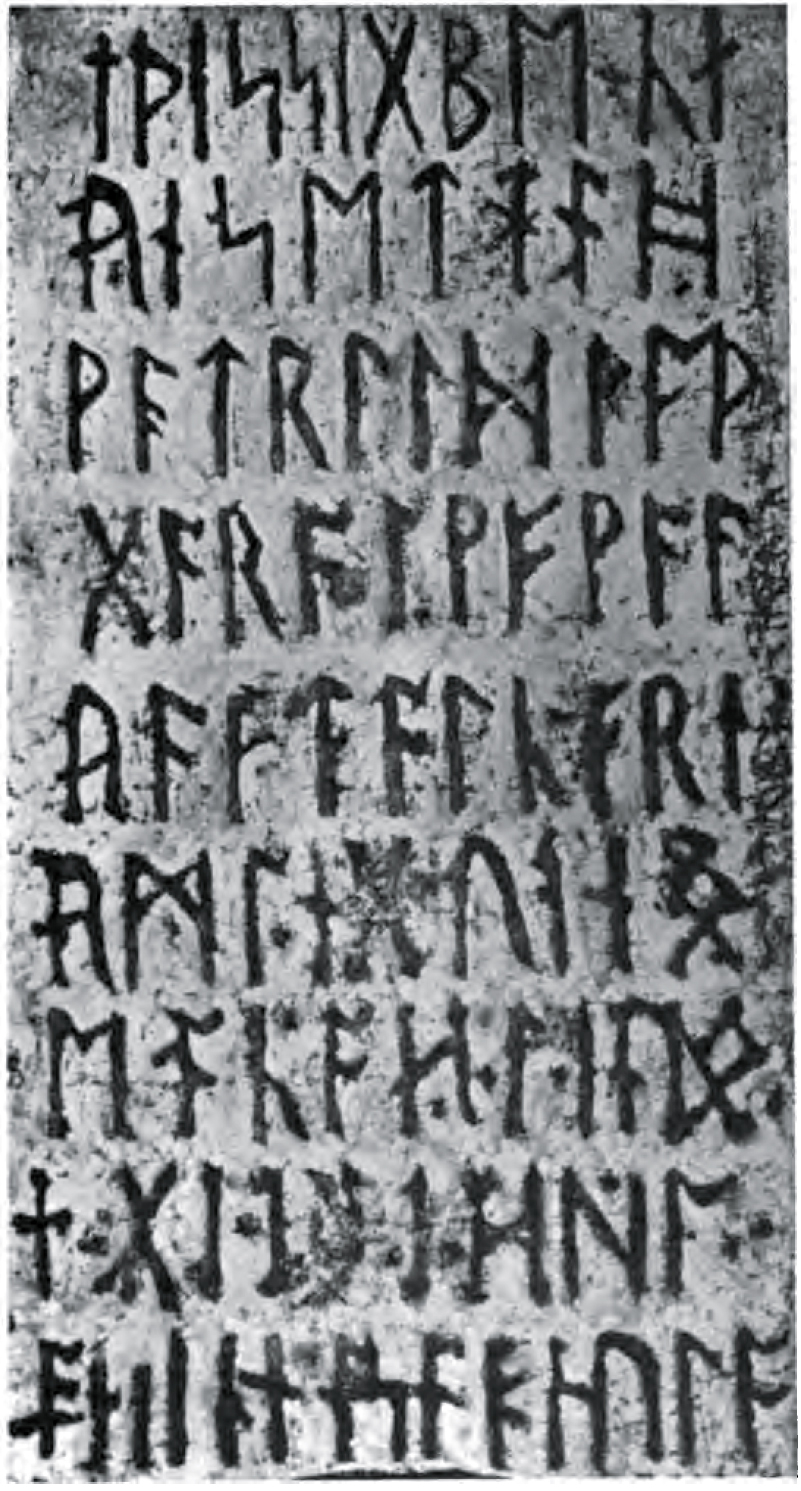
Inscriptions runiques

La face nord contient des runes difficilement déchiffrables, mais qui réfèrent peut-être entre autres à Wulfhere de Mercie († 675)[réf. nécessaire], roi de Mercie.
L’inscription sur la face ouest se déchiffre :
This slender pillar Hwætred, Wæthgar, and Alwfwold set up in memory of Alefrid, a king and son of Oswy. Pray for them, their sins, their souls. (anglais contemporain)
Cette colonne élancée, Hwætred, Wæthgar et Alwfwold l'ont érigée en mémoire d’Alefrid, un roi et fils de Oswy. Priez pour eux, leurs péchés, leurs âmes.
Parlant d’Ecgfrith, fils d’Oswiu et frère d’Alefrid, qui est monté sur le trône en 670, l’inscription de la face sud se lit :
In the first year (of the reign) of Egfrid, king of this kingdom [Northumbria]. (anglais contemporain)
Dans la première année [du règne] d’Egfrid, roi de ce royaume [la Northumbrie].

## Informations externes
- David Thompson, « Bewcastle Cross », site de Bewcastle (consulté le 24 septembre 2010)

### Sources et traductions
1. ↑  Voyez Ó Carragaáin 2007, écran 1 : « although there is lively discussion about the dates of these monuments, there is a growing consensus that both are to be dated to the first half of the eighth century: as it were, to the “Age of Bede” (who died in 735) or to the generation after his death ».
2. ↑  C’est l’avis de Meyer Schapiro, reflété par le site de la ville.
3. ↑  C’est l’explication donnée par le site de la ville.
4. ↑  Voyez Ó Carragaáin 2007, écran 1.
5. 1 2 3 4 5  (en) Albert S. Cook, The Date of the Ruthwell and Bewcastle Crosses, Yale University Press, 1912